# Lucicutia wolfendeni
Lucicutia wolfendeni är en kräftdjursart som beskrevs av Sewell 1932. Lucicutia wolfendeni ingår i släktet Lucicutia och familjen Lucicutiidae. Inga underarter finns listade i Catalogue of Life.